# Штумпф, Карл
Фридрих Карл Штумпф (нем. Friedrich Carl Stumpf; 21 апреля 1848, Визентайд (Нижняя Франкония, Бавария) — 25 декабря 1936, Берлин) — немецкий психолог, философ-идеалист, музыкальный теоретик, ученик Ф. Брентано и Р. Г. Лотце, основатель (вместе с Ф. Брентано) европейского направления функциональной психологии,
один из предвестников феноменологии и гештальтпсихологии.

## Биография
Карл Штумпф обладал незаурядными музыкальными способностями: играл на шести инструментах, с 10-ти лет сочинял музыку.
В 1865—1867 гг. изучал эстетику и юриспруденцию в Вюрцбургском университете, где испытал влияние своего учителя Франца Брентано.
В Геттингенском университете (под влиянием другого своего учителя — Г. Лотце) изучал также физику и философию, а в 1869 г. защитил в этом университете докторскую диссертацию по философии: «Платон и теория блага».
В 1870—1873 гг. — приват-доцент Геттингенского университета.
С 1873 г. — профессор кафедры философии Вюрцбургского университета (по рекомендациям Брентано и Лотце).
В 1879-84 гг. — профессор университета в Праге.
В 1884-89 гг. — профессор университета в Галле.
В 1889-93 гг. — профессор университета в Мюнхене.
В 1894—1923 гг. — профессор Университета Фридриха-Вильгельма в Берлине, где явился одним из основателей и директором Института экспериментальной психологии.
В 1907—1908 гг. занимал должность ректора Берлинского университета.
Почётный доктор Берлинского университета (1910).

## Научный вклад
Основное направление научной деятельности Карла Штумпфа —
психологические проблемы восприятия звуковых тонов и связанные с этими проблемами вопросы теории музыки.
Штумпф рассматривал музыку как уникальный феномен культуры, и поэтому результатам опытов, проводимых натренированными в интроспективном анализе сознания психологами (школа В. Вундта), в качестве заслуживающих большего доверия он противопоставлял свидетельства экспертов-музыкантов.
Одним из главных понятий психологии звука Штумпфа является «сплавление» звуков: множественность звуков, которые образуют в сознании слушателей единое, цельное созвучие. При таком подходе диссонанс рассматривается в качестве «индивидуации» звуков из этого единства.
Штумпф внёс самый крупный после Гельмгольца вклад в исследования психологической акустики. Но, в отличие от Гельмгольца, Штумпф выступал против «объективных методов» исследования, декларируя таким образом идею невозможности жесткого различения между физическими и психическими явлениями, что предполагало необходимость изучения в области психоакустики целостных психо-физических комплексов.
К. Штумпф заложил основы концепции «двух компонент высоты музыкального звука», согласно которой, с изменением одного физического параметра звука — частоты его колебаний — одновременно изменяются два психологических признака звука — его тембр и высота.
Карл Штумпф первым в истории психологии начал проводить эмпирические
исследования в области музыкальных восприятий (Tonpsychologie, «Психология музыкальных восприятий», т. 1—2, 1883—90).
Согласно Штумпфу, тематическая область психологии (впервые названная им «феноменологией») подразделяется на три основные части:
- «феномены» — содержание чувств или воображения;
- «психические функции» — восприятие, воление, желание и т. п.;
- «имманентные отношения» между психическими функциями и феноменами.

В свою очередь, психические функции, по Штумпфу, подразделяются на «интеллектуальные» (восприятие, разумение и суждение) и «эмоциональные» («эмотивные» или «аффективные»), представленные биполярными отношениями: «радость — печаль», «желание — отвержение», «стремление — избегание» и т. д.). Определённый эмоциональный оттенок могут приобрести и некоторые явления, которые были названы «чувственными ощущениями».
Согласно Штумпфу, психология есть пропедевтическая фундаментальная наука (Vorwissenschaft), задача которой — научное описание и эмпирическое исследование т. н. «первичных» и «вторичных» феноменов, а также «психических функций», вне зависимости от их причинных отношений. При этом, феномены не подлежат сведению к более элементарным элементам в силу присущих им структурных свойств. Окончательное построение психологии, по мысли Штумпфа, должно стать основой всех частных наук о природе и человеке.
Штумпф вводит понятие «ощущение чувств» (Gefühlsempfindungen): Gefühlsempfindungen — это такое ощущение, содержанием которого является чувство.
Сформулировал также «интенциональную теорию эмоций», которая не утратила своей актуальности и по сей день.
Явился автором труда «О психологическом происхождении пространственных представлений» (1873).
Достаточно много внимания Штумпф уделил также вопросам истории философии и этики.
Своими исследованиями и разработками Штумпф предвосхитил не только феноменологию Гуссерля , но и основные идеи гештальтпсихологии : учениками Штумпфа были основатели гештальтпсихологии К. Коффка, М. Вертгеймер и В. Кёлер, который в 1921 г. сменил ушедшего в отставку Штумпфа на посту директора созданного им Института экспериментальной психологии при Университете Фридриха-Вильгельма в Берлине, а также А. П. Болтунов.

## Научно-общественная деятельность
Штумпф вёл активную научно-общественную деятельность.
Он, кроме всего прочего, являлся сопрезидентом (совместно с Теодором Липпсом) III Международного психологического конгресса (Мюнхен, 1896).
В 1904 году Штумпфом и его учеником Э. М. фон Хорнбостелем был официально открыт Берлинский фонограмархив — собрание этнографических музыкальных записей. Основой для архива послужили многочисленные фонографические записи, сделанные Штумпфом и его учениками в ходе исследований музыкального восприятия и музыки разных народов.
Карл Штумпф оставил о себе добрую память также и в качестве одного из соучредителей «Общества детской психологии» («Gesellschaft für Kinderpsychologie»), целью которого являлось привлечение внимания родителей и воспитателей к особенностям и закономерностям психического развития подрастающего поколения.
Организовал также общество по зоопсихологии, содействовал поездке своего ученика В. Кёлера в Африку для изучения поведения человекообразных обезьян.
На протяжении многих лет Штумпф тесно общался и плодотворно сотрудничал со многими выдающимися психологами своего времени: Э. Герингом, У. Джемсом, Г. Гельмгольцем, Г. Эббингаузом, В. Дильтеем и другими.

## Основные научные труды
- Über den psychologischen Ursprung der Raumvorstellung. Lpz., 1873.
- Tonpsychologie, 1883, Bd. 1, 1890, Bd. 2 («Психология музыкальных восприятий»).
- Leib und Seele. Lpz., 1903
- Erscheinungen und Funktionen, 1907.
- Zur Einteilung der Wissenschaften, 1907.
- Philosophische Reden und Vorträge. Lpz., 1910.
- Die Anfänge der Musik, 1911 (рус. пер. «Происхождение музыки». Л., 1927).
- Franz Brentano, Münch., 1919.
- Die Deutsche Philosophie der Gegenwart in Selbstdarstellung, vol. V. Bd 5, Lpz., 1924.
- Gefühl und Gefühlsempfindung, 1928.
- Erkenntnislehre, 1939—1940 Bd. 1-2. (в рус. пер. П. О. Эфрусси были изданы: «Явления и психические функции» / Новые идеи в философии. Сб. 4, СПб., 1913; «Душа и тело» / там же. Сб. 8, СПб.).